# Neoantistea inaffecta
Neoantistea inaffecta là một loài nhện trong họ Hahniidae.
Loài này thuộc chi Neoantistea. Neoantistea inaffecta được miêu tả năm 1976 bởi Opell & Joseph A. Beatty.